# Ministrstvo za državno varnost (Severna Koreja)
Ministrstvo za državno varnost Demokratične ljudske republike Koreje (korejsko 조선민주주의인민공화국 국가보위성) je severnokorejska tajna policija. Je agencija severnokorejske socialistične vlade, ki poroča neposredno vrhovnemu voditelju. Poleg svojih nalog notranje varnosti je odgovorna za delovanje severnokorejskih zaporniških taborišč in različne druge prikrite dejavnosti v državi. Organizacija je bila ustanovljena leta 1948 na pobudo Kima Il-Sunga, pozneje pa je organizacijo več let vodil in nadziral Kim Džong-il. Nekateri viri trdijo, da je za organizacijo delal tudi sedajšnji severnokorejski voditelj Kim Džong-un. Organizacija je znana predvsem kot ena najbolj brutalnih tajnih policij na svetu in je bila odgovorna za številne hude kršitve človekovih pravic.
Je ena od dveh agencij, ki poleg vrhovnega poveljstva garde zagotavlja varnost ali zaščito severnokorejskim uradnikom in drugim pomembnim osebam.